# Warcraft III: Reign of Chaos
Warcraft III: Reign of Chaos (от англ. Warcraft — «военное ремесло», Reign of chaos — «господство хаоса») — компьютерная игра в жанре стратегии в реальном времени с элементами RPG. Разработана и выпущена в июле 2002 года компанией Blizzard Entertainment при поддержке Vivendi Universal.
Warcraft III была одной из наиболее ожидаемых игр: более 4,5 миллионов предварительных заказов и более одного миллиона копий игры, проданных менее чем за месяц, сделало её самой быстро распродаваемой ПК-игрой на тот момент. Она была встречена множеством положительных рецензий, а часть изданий отметили игру титулами «Лучшая игра года» и «Лучшая стратегия года». Также игра получила высокие оценки у игроков. В чарте еженедельных продаж от NPD Techworld игра занимала первое место два месяца.
В отличие от предыдущих игр серии количество противоборствующих сторон увеличилось с двух до четырёх: кроме уже известных Альянса и Орды появилась возможность играть за две новые расы — Нежить и Ночных эльфов. Однако общий игровой процесс при этом не изменился — игроку всё так же нужно добывать ресурсы, отстраивать и улучшать базы и нанимать войска, с целью уничтожить армию противника. Нововведением стали герои — уникальные юниты, имеющие особые способности и способные получать опыт при убийстве воинов противника.
Сюжетная кампания игры начинается спустя 12 лет после событий Warcraft II: Beyond the Dark Portal и рассказывает о пришествии демонов в мир Азерота.
В комплекте с игрой поставляется редактор карт World Editor, благодаря которому в сети появилось множество неофициальных карт и кампаний, в которых игровой процесс может полностью отличаться от обычного. Одной из популярнейших карт стала DotA: Allstars, также получили развитие множество других модификаций, таких как Tower Defense, Hero Survival и др. Через год к игре было выпущено дополнение: The Frozen Throne, которое также стало популярно у игроков и получило множество положительных рецензий.
2 ноября 2018 года на выставке BlizzCon 2018 было анонсировано переиздание игры Warcraft III: Reforged с обновленной графикой, перезаписанными роликами и звуком, и поддержкой 4К-разрешений. Игра вышла 29 января 2020 года и получила смешанные отзывы от критиков и крайне отрицательные оценки от игроков.

## Игровой процесс
Игровой процесс игры Warcraft III проходит на картах различных размеров, с такими деталями рельефа как реки, горы, моря или скалы. Неразведанные области карты изначально скрыты так называемым «туманом войны», когда все области карты скрыты от игрока, а в случае, если дружественные юниты произвели разведку и затем покинули область, она остаётся лишь частично разведанной — игрок видит только последнее состояние местности или зданий противника. В Warcraft III от игроков требуется собирать ресурсы, строить здания и производить боевые подразделения юнитов для разведки карты и победы над противником. В экономике игры используются три основных ресурса — золото, дерево и пропитание. Первые два необходимы для создания подразделений и зданий, в то время как пропитание ограничивает максимальное количество подразделений, которыми можно обладать в конкретный момент времени. Кроме того, была введена система «поддержания» (англ. Upkeep), которая означает, что производство единиц свыше определённого количества снижает объём добываемого золота, что заставляет игроков воевать ограниченным количеством подразделений.
Игра отображает окружающую среду в классической перспективе с видом сверху под небольшим углом, карту возможно масштабировать и слегка поворачивать. Игровой интерфейс жёстко зафиксирован в нижней части экрана, и отображает мини-карту, информацию о выбранной в данный момент единице или подразделении. Кроме этого, панель также отображает специальные команды, доступные для выбранной единицы или здания. Если выбрано несколько единиц, игра автоматически группирует их по типу, позволяя всем единицам того же типа получать специальные команды. Небольшая верхняя панель отображает текущее время дня (присутствует смена дня и ночи, что в свою очередь, влияет на игровой процесс), а также текущее количество ресурсов и уровень «поддержания». В верхнем левом углу отображаются портреты героев игрока, при щелчке на которые осуществляется быстрый переход к ним.
В Warcraft III используются четыре играбельные стороны конфликта: Альянс, Орда, Нежить и Ночные эльфы. Из предыдущих игр серии вернулись две — Альянс Людей, коалиция людей, дварфов и высших эльфов, а также Орда Орков, состоящая из орков, троллей и минотавроподобных тауренов. Вместе с тем были введены две новые фракции — Нежить, названная Плетью, и Ночные эльфы. Как и в StarCraft, каждая сторона отличается не только внешним видом, но и характеристиками своих представителей, а также общей стратегией боя и методологией постройки базы.

### Появление героев
У игроков появилась возможность заказывать новый класс юнитов — героев. Герои у каждой расы уникальны и помимо способности сражаться наделены дополнительными, особыми способностями, которые усиливаются по мере набора героями опыта и ставят героя выше любого другого юнита. Герой может прокачивать умения, подбирать и использовать предметы (артефакты). Максимальный уровень героя — 10, но уже на 6-м уровне он получает возможность использовать свою самую сильную способность. Всего герой обладает четырьмя умениями (в редакторе это количество можно увеличить), каждое из которых, за исключением сильнейшего, имеет три ступени развития. По сути, герой — аналог главного персонажа из RPG. Он обладает разными типами магических умений — атакующих, защитных, вспомогательных, а также аурами.
Герои резко изменили игровой процесс и баланс — игра стала динамичнее и разнообразнее. Развитие («прокачка») героя осуществлялась по принципу классической RPG, оно стало одним из важнейших факторов игры. У каждой из фракций присутствует по три типа героев, кардинально отличающихся параметрами и способностями: полководец (Leader), рукопашник (Melee fighter) и заклинатель (Caster).
- Полководец является служителем и проводником сверхъестественных сил, дарующих ему, помимо заклинаний, ауру: в определённом радиусе от героя дружественные войска получают постоянное преимущество, не требующее расхода магической энергии (маны).
- Рукопашник (мастер ближнего боя) использует свои способности для усиления себя и против врагов.
- Заклинатель атакует противника дистанционными атаками и творит различные заклинания.

Некоторые параметры героев
- Опыт (англ. Experience) — очки, начисляемые герою после каждого убийства враждебного юнита. Накопление опыта приводит к повышению уровня героя. Каждое повышение уровня усиливает героя и даёт возможность повысить уровень одного из его навыков.
- Аура. Обладающие аурой герои распространяют её действие и на ближайших союзных юнитов. Ауры могут повышать показатели защиты, атаки, скорости передвижения, скорости восстановления маны или здоровья и т. п.
- Предметы — вещи, покупаемые для героя в магазине или подбираемые с поверженных нейтральных юнитов, всегда присутствующих на карте. Предметы усиливают характеристики героя, дают ауру, позволяют воспользоваться заклинанием. Предметы могут подбирать, как правило, главные персонажи игры. Инвентарь героя ограничен шестью предметами.

Развитие героя осуществляется набором очков опыта посредством убийства юнитов противника или нейтральных юнитов, охраняющих значимые объекты и нейтральные постройки на карте. Кроме опыта за убийство нейтралов игрок получает золото, а главные из них оставляют после своей смерти ценные предметы. Герой может поднять уровень до 10-го (в режиме сражений) побеждая лишь нейтральных монстров в Reign of Chaos, но в дополнении The Frozen Throne — герой может достичь таким образом лишь 5-го уровня.

## Сюжет
Место действия игры — вымышленный мир Азерот. За несколько лет до событий игры армия демонов, названная Пылающим Легионом, подчинила себе расу орков, и отправила её через тёмный портал на покорение мира Азерот. Данные события были показаны и описаны в играх Warcraft: Orcs & Humans и Warcraft II: Tides of Darkness. Через много лет после первой и второй войны Орда орков была побеждена Альянсом — коалицией людей, дворфов и эльфов. Выжившие орки были согнаны в лагеря, где они, казалось, потеряли свою жажду крови. За отсутствием врагов последовал период мира, однако Альянс начал распадаться. Тем временем остатки орочьих племён возглавил шаман Тралл (англ. Thrall), который освободил орков из-под гнёта людей и создал под своим предводительством «Новую Орду», эти события описаны в отменённой игре Warcraft Adventures: Lord of the Clans.

### «Исход Орды»
Обучающая кампания, состоящая из двух глав — в первой игрока обучают управлению армией и интерфейсом игры, во второй — управлению базой. Игрок выступает в роли Тралла, юного вождя орков и шамана. В начальном ролике Тралл видит сон, в котором некий пророк говорит, что он должен повести Орду на запад к землям Калимдора. Тралл подчиняется и начинает готовить разрозненные войска Орды к отплытию. Позднее в повествовании он снова появляется вместе с другом своего отца, Громмашом Адским Криком (англ. Grommash Hellscream), вождём клана Песни Войны, когда орки прибывают к берегам Калимдора.
В демоверсии игры и дополнении The Frozen Throne есть три дополнительные миссии, продолжающие эту кампанию.

### «Падение Лордерона»
Первая полноценная кампания в игре. Ведётся от лица Альянса Лордерона.
Молодой принц Лордерона Артас Менетил (англ. Arthas Menethil) вместе с паладином Утером Светоносным (англ. Uther the Lightbringer) борется с орками из клана Чёрной Горы, отказавшегося присоединяться к «Новой Орде» Тралла и по-прежнему поклоняющегося демонам. Позже Артас встречается с чародейкой Джайной Праудмур (англ. Jaina Proudmoore), своей давней знакомой. Вместе они узнают о внезапно появившейся магической чуме, превращающей жителей Лордерона в нежить и ищут причину её появления. Чуть позже, в городе Андорал, Артас и Джайна встречают некроманта Кел’Тузада (англ. Kel'Thuzad), который и стал главным виновником заражения зерна чумой. Артас убивает некроманта, но было уже слишком поздно и заражённое зерно стремительно распространилось по королевству Лордерона. После смерти Кел’Тузада Артас отправляется в крупнейший после столицы Лордерона город Стратхольм, движимый желанием спасти своё королевство, Артас со своей армией вырезает всё население города, отравленное магической чумой и необратимо превращающееся в слуг командующего войсками нежити повелителя ужаса — демона Мал'ганиса (англ. Mal'Ganis). Утер и Джайна были шокированы действиями обезумевшего принца и отказались выполнять преступный приказ, Артас же движимый жаждой мести уводит флот и отправляется в погоню за Мал'ганисом на север, в ледяные земли материка Нордскол, где надеется уничтожить демона. В то же время Джайну навещает таинственный пророк, советующий ей незамедлительно собрать людей и отплыть в Калимдор.
Оказавшись в Нордсколе, Артас и его войско попали в ловушку, материк был переполнен нежитью, дикими племенами троллей и прочей нечистью. В попытке разбить очередной лагерь в глуби материка его отряд попал в засаду дворфов, экспедицию которых возглавлял давний друг и учитель Артаса — Мурадин Бронзобород (англ. Muradin Bronzebeard), Мурадин рассказывает Артасу о загадочном магическом мече который по легенде таится в этих землях и который Мурадин намеревается найти. Тем временем в лагерь Артаса прибывает посол из Лордерона, который передает приказ короля Теренаса Менетила немедленно возвращаться домой. Но сам Артас стремясь завладеть таинственным мечом не намерен сворачивать экспедицию и уничтожает корабли обвиняя в этом завербованных ледяных троллей. Через некоторое время Артас и Мурадин в охраняемой магическими стражами пещере находят тот самый магический меч, которым оказался проклятый рунный клинок Ледяная Скорбь (англ. Frostmourne). Вопреки уговорам Мурадина, принц раскалывает глыбу льда в которой покоится Ледяная Скорбь, один из осколков льда в результате ранит Мурадина, который теряет сознание. Артас же забирает Ледяную Скорбь бросив Мурадина умирать и возвращается обратно в лагерь который отчаянно обороняется от превосходящей по численности армии нежити. Благодаря Ледяной Скорби Артас с лёгкостью отражает атаки нежити и переходит в наступление, после чего достигнув лагерь Мал'ганиса убивает его по воли шёпота Ледяной Скорби.
За время одиночества посреди ледяной пустоши, Король-лич Нер’зул (англ. Ner'zhul) сводит Артаса с ума через Ледяную Скорбь и порабощает его душу. Принц присоединяется к Плети и обратив своих воинов в нежить, спустя долгие месяцы вернулся в Лордерон, где убивает своего отца — короля Теренаса Менетила II (англ. Terenas Menethil II).

### «Путь проклятых»
Кампания нежити.
Артас, став рыцарем смерти на службе у Короля-Лича, по указу повелителя ужаса Тихондрия (англ. Tichondrius) начинает возрождение Культа Проклятых и подготавливает его лидера — Кел’Тузада к воскрешению. Для того чтобы перевезти остатки Кел’Тузада он убивает Утера чтобы забрать себе урну с прахом короля Теренаса. После чего он отправляется в королевство эльфов — Кель’Талас, так как только сила расположенного там Солнечного Колодца способна вернуть в мир живых могущественного некроманта. Во время наступления на земли Кель’Таласа Артас сталкивается с армией высших эльфов под предводительством Сильваны Ветрокрылой (англ. Sylvanas Windrunner). Артас практически полностью уничтожает Кель’Талас и превращает её столицу — Луносвет в руины, а поглотив душу Сильваны превращает её в банши — рабыню Короля-Лича. Проникнув в плато Солнечного Колодца Артас оскверняет колодец и воскрешает Кел’Тузада в образе лича.
После воскрешения, Кел’Тузад рассказывает Артасу о Пылающем Легионе (англ. Burning Legion) и о его плане по захвату этого мира. Рыцарь смерти узнает, что он был выбран Королём-личем задолго до создания культа и что повелители ужаса вроде Мал'ганиса и Тихондрия служат Королю-личу тюремщиками используя его как временный инструмент в планах Легиона. Следующей частью плана является призыв одного из могущественных лидеров Пылающего Легиона — Архимонда Осквернителя (англ. Archimonde). Для этого Артас и Кел’Тузад направляются в город магов Даларан за книгой пророка Медива (англ. Medivh). Даларан осаждает армия нежити и в результате продолжительного штурма, город оказывается частично разрушен, а Верховный маг Кирин-Тора Антонидас (англ. Archmage Antonidas) убит. Артас и Кел’Тузад овладевают книгой Медива, после чего призывают Архимонда в Азерот, он уничтожает Даларан и готовит силы для последнего и главного удара по Калимдору.

### «Вторжение на Калимдор»
Кампания Орды, продолжающая сюжет обучающей кампании.
Войска Орды пополненные бежавшими из затонувших островов племенем троллей Чёрного Копья прибывают к берегам Калимдора, но, разбросанные бурей, высаживаются в разных местах, и Тралл начинает собирать их вдоль побережья. Здесь он встречает вождя тауренов, Кэрна Кровавое Копыто (англ. Cairne Bloodhoof). Тралл помогает ему защитить свою деревню от кентавров и сопроводить караван кодоев в Мулгор. Кэрн рассказывает Траллу об оракуле, который способен узнавать будущее. Шаман направляется на поиски этого оракула, надеясь узнать судьбу Орды. По пути он встречает Громмаша Адского Крика, сражающегося с людьми. Разведчики доносят, что силы людей заблокировали основные пути, и Тралл пользуется помощью местных гоблинов нанимая дирижабль, чтобы добраться до таинственного оракула.
После отлёта Тралла Громмаш отправляется в леса Ашенваля, чтобы построить новый лагерь к возвращению вождя. Уничтожение орками древнего священного леса не осталось незамеченным, эти события пробудили древнего полубога — Кенария (англ. Cenarius) — который в ответ разгромил орков и их лагерь. Чтобы победить Кенария, Громмаш и его отряд, почувствовав исходящую силу, испивают воду из фонтана, заражённого кровью генерала Пылающего Легиона Маннорота (англ. Mannoroth). Громмаш и его отряд впадают в кровавое безумие и убивают Кенария начиная осквернять Ясеневый лес по воле Легиона.
Тралл и Кэрн тем временем пробиваются через многочисленные отряды Альянса, заблокировавших пещеру с оракулом. Пройдя через пещеры в Пике Каменного Когтя, они встречаются с оракулом, которым оказывается тот самый таинственный пророк Медив, последний Хранитель. Именно он и убедил Тралла и Джайну отправиться в Калимдор. Медив сообщает, что Пылающий Легион уже захватил земли Лордерона, подчинил себе Громмаша и весь его клан Песни Войны, и единственный способ победить Легион — объединиться всем расам Азерота. Тралл и Джайна Праудмур, соглашаются и заключают союз Альянса и Орды. С помощью объединённых сил Альянса и Орды им удаётся излечить Громмаша и его клан от кровавого безумия, после чего чтобы окончательно снять проклятие орков Громмаш Адский Крик погибает жертвуя собой уничтожив Маннорота.

### «Конец вечности»
Последняя кампания игры ведётся от лица ночных эльфов.
Войска Пылающего Легиона подготовив силы вторгаются на Калимдор. Верховная жрица Элуны — Тиранда Шелест Ветра (англ. Tyrande Whisperwind) для того чтобы мобилизовать силы против Легиона пробуждает верховного друида Малфуриона Ярость Бури (англ. Malfurion Stormrage), а позднее освобождает его брата Иллидана Ярость Бури (англ. Illidan Stormrage) из заточения. В Фелвудском лесу Иллидан встречает Артаса, который рассказывает ему о том, что демоны владеют мощным артефактом — черепом Гул’дана (англ. Gul´dan) — который является источником порчи на земли ночных эльфов. Иллидану удаётся добраться до этого артефакта, но, вместо того чтобы уничтожить его, он впитывает демоническую силу артефакта в себя. С приобретённой силой Иллидан убивает повелителя ужаса Тихондрия, но Тиранда и Малфурион признав предательство брата изгоняют его из своих земель. Тем временем возле мирового древа Нордрассил начинается подготовка к последней битве. Пока силы Альянса и Орды сдерживают атаки демонов, ночные эльфы устраивают Архимонду ловушку. Разгромив войска людей, орков и эльфов, владыка Пылающего Легиона Архимонд Осквернитель пробивается к Нордрассилу, чтобы впитать в себя его силу. Когда Архимонд уже собирался поглотить силу из Мирового Древа, Малфурион с помощью Рога Кенария воззвал к древним стражам. Миллиарды душ ночных эльфов собравшись в плотный рой вокруг Архимонда, атаковали демона, которого незамедлительно постигло уничтожение. Ночные эльфы, Орда и Альянс после победы над Пылающим Легионом заключили вечный мир, окончив третью войну.

## Онлайн-игра на Battle.net
Warcraft III является второй игрой в серии Warcraft, которая поддерживает сетевую игру через интернет на сервере Battle.net. В игре присутствуют четыре сервера, условно разделенные на Северную и Южную Америки, Азию и Европу, игроки которых могут играть между собой, но не могут взаимодействовать с игроками с другого сервера. На Battle.net можно играть только с лицензионной копией игры.
Для входа в систему игроку нужно нажать кнопку «Battle.net» в главном меню игры. Игра сама выбирает сервер, однако при желании можно выбрать любой из четырёх серверов, нажав кнопку с изображением лупы. После успешного соединения игроку показывается экран приветствия в виде стилизованных ворот с замком в виде головы льва, и становится возможным авторизоваться или зарегистрироваться. После авторизации игрок попадает на главную страницу, с которой он может начать играть. Сверху на ней присутствует панель с кнопками, с помощью которых игрок может начать играть либо посмотреть свой профиль, перейти во встроенный чат или на веб-страницы турниров и рейтингов. Также на главной странице присутствуют новости и статистика по текущему количеству игроков и игр в системе.
Все игры в системе делятся на рейтинговые и пользовательские. Для проведения рейтинговых игр предназначена система автоматического поиска противников: игроку или группе игроков нужно выбрать вариант игры (1x1-4x4 или FFA), свои расы и, по желанию, исключить несколько доступных карт. После этого необходимо нажать кнопку «Начать игру», и система начнет поиск противников, соответствующих текущему уровню игрока или команды, который отображается в виде числа. В рейтинговую игру может играть один человек или союзная команда от двух до четырёх человек. По результатам рейтинговых игр начисляются и снимаются очки, а, получив определённое количество очков, игрок или команда получает или теряет уровень.
Все остальные игры являются пользовательскими, не влияют на рейтинг и по ним не ведется статистика. Для начала такой игры нужно нажать кнопку «Пользовательская игра», после чего игроку будет доступен интерфейс, похожий на интерфейс игры по локальной сети.

## Разработка и развитие игры
Разработка Warcraft III началась в 1998 году, вскоре после выхода игры Starcraft. Хотя одно из внутренних подразделений Blizzard всё ещё занималось разработкой дополнения StarCraft: Brood War, две другие группы разработчиков внутри компании освободились, и одной из них было поручено создание новой игры во вселенной Warcraft. Арт-директор игры Сэмуайз Дидье и его коллеги предполагали создать нечто идейно противоположное Starcraft: если предыдущая игра изображала грандиозные побоища массовых армий, в новой игре на первый план должны были выйти личности героев — «не просто пушечное мясо, которое марширует на убой». 
В ранней концепции будущей игры — пока что под рабочим названием Warcraft Legends — игрок должен был управлять небольшим отрядом на тактическом уровне, и в игре должны были присутствовать небольшие элементы компьютерных ролевых игр. Характерные для предыдущих игр серии строительство базы и сбор ресурсов отсутствовали; камера должна была располагаться позади и сверху активного игрового персонажа, следуя за ним по карте — так, как это обычно реализовано в ролевых играх от третьего лица. Разработчики подготовили небольшую демоверсию игры, где игрок управлял одним персонажем — орком-мастером клинка, который путешествовал по заснеженной карте; в конце демоверсии герой должен был сразиться с драконом-нежитью — позже этот дракон был включён и в основную игру как «Ледяной змей». 
По воспоминаниям дизайнера уровней Дейва Фрида, эта версия игры вообще не ощущалась как стратегия в реальном времени — она скорее предвосхищала будущие MOBA игры вроде DotA или League of Legends: игрок управлял одним персонажем, за которым шло ещё несколько спутников в составе общего отряда, и игрок мог использовать в бою умения как главного героя, так и его соратников. Warcraft Legends задумывалась как онлайн-игра, организованная по схеме «клиент-сервер», где для каждого игрока создавались отдельные копии локаций со своими врагами и наградами — по словам программиста Андреа Пессино, Warcraft Legends «была именно тем, чем в конце концов стала Guild Wars».
Blizzard анонсировала Warcraft III 2 сентября 1999 года на европейской выставке European Computer Trade Show (ECTS). Было объявлено, что новая игра будет полностью трёхмерной, в ней будет шесть игровых рас (орки, люди, демоны и ещё три неизвестных), и она будет выполнена в новом жанре «ролевой стратегии» (англ. role-playing strategy). Было сообщено, что игра выйдет в 2000 году.
К 2000 году стало известно, что четвёртой игровой расой станет Нежить. В июне этого же года журнал GameSpot провел интервью с Робом Пардо, который сообщил, что игра закончена на 30 % и что из игры была удалена одна из шести рас, которая так и осталась неназванной. В декабре стала известна пятая играбельная раса, ею стала раса Ночных эльфов.
На выставке MacWorld Expo в июле 2000 года Blizzard объявила, что игра будет выпущена и для компьютеров Macintosh.
В конце 2000 года игра была перенесена на начало 2001 года. Тогда же Blizzard отказалась от жанра RPS, и было решено оставить игру в стиле Real Time Strategy с наличием героев. Позже сроки выхода сдвигались ещё два раза: сначала игру перенесли на вторую половину 2001 года, и затем — окончательно на 2002 год.
1 февраля 2001 года стало известно полное название игры — Warcraft III: Reign of Chaos. Тогда же стало известно, что количество играбельных рас сократится до четырёх. Ими стали Альянс, Орда, Ночные эльфы и Нежить. Из Пылающего легиона решили оставить только юнитов и здания.
Warcraft III не является в полной мере трёхмерной игрой — она использует трёхмерную графику, и карты изображают объекты наподобие холмов и утёсов, но в игре нет какого-то физического движка, и вся игровая логика работает в пределах двухмерных «слоёв». Дизайнер уровней Дин Шипли вспоминал, что на ранних стадиях разработки Blizzard всерьёз намеревалась использовать высоты рельефа, но это требовало чёткого определения высоты — в конечном счёте разработчики ограничились добавлением трёх «слоёв» высоты, аналогично тому, как эти «слои» были реализованы в двухмерной Starcraft. Переход к трёхмерной графике требовал больших усилий как для художников, которым впервые в истории студии предстояло построить полностью трёхмерный мир, так и для геймдизайнеров, которым всё-таки приходилось продумывать, где на картах находятся возвышенности и какие преимущества в сражении. По словам Роба Пардо, студия никогда всерьёз не думала отказаться от идеи 3D-игры — казалось, что в этом направлении движется вся игровая индустрия.
В ноябре 2001 года Blizzard выпустила обновление 1.09c для Diablo II, с помощью которого производился анонимный сбор информации о конфигурациях компьютеров для будущей оптимизации Warcraft III. Однако, при установке обновления можно было отменить сбор данных.
С 7 января по 8 февраля 2002 года состоялся набор бета-тестеров. Было отобрано около 5000 человек. В бета-версии было возможно играть только через Battle.net, и отсутствовали одиночная игра и возможность игры по локальной сети. Для тех, кто не участвовал в бета-тесте, Blizzard примерно раз в 1-4 дня представляла одного юнита или героя из игры.
Существует английская демоверсия игры, которая вышла 2 декабря 2002 года, через шесть месяцев после выхода игры. Она содержит 5 миссий за орду, две из которых взяты из пролога Reign of Chaos, а три новые в дальнейшем вошли как отдельная мини-кампания в дополнение The Frozen Throne. В демоверсии нет возможности играть по сети и на пользовательских картах, и отсутствует редактор World Editor. В ней также можно играть через Battle.net, но только матч один-на-один за орду и только между игроками демоверсии. Она занимает около 100 Мб, и её PC- и Mac-версии можно скачать с ftp Blizzard. 

### World Editor
Warcraft III включает в себя редактор сценариев, использующий скриптовый язык, подобно тому, который был в StarCraft. С помощью редактора возможно изменять характеристики любого юнита, здания и заклинаний. Это привело к созданию игроками своих собственных (custom) киносцен, диалоговых вставок и погодных эффектов. Есть даже любительские фильмы, созданные с помощью World Editor. Многие custom-карты имели своеобразный, непохожий на оригинал геймплей. Редактор сценариев внёс огромный вклад в долговечность игры. С помощью редактора был создан самостоятельный игровой проект Defense of the Ancients.

### Warcraft 3: Reforged
На BlizzCon 2018 2 ноября 2018 года Blizzard анонсировала ремастер Reign of Chaos и Frozen Throne под названием Warcraft III: Reforged с участием реконструированных персонажей и графики с перспективным выпуском в 2019 году. Тем не менее выпуск задержался − переработанная версия игры поступила в продажу 29 января 2020 года.

## Рецензии и оценки
| Сводный рейтинг       | Сводный рейтинг             |
| Агрегатор             | Оценка                      |
| --------------------- | --------------------------- |
| GameRankings          | 93,02 %                     |
| Metacritic            | 92/100 (40 обзоров)         |
| MobyRank              | 92/100 (Win) 94 / 100 (Mac) |
| Иноязычные издания    |                             |
| Издание               | Оценка                      |
| AllGame               | [ 41 ]                      |
| CVG                   | 8,5/10                      |
| Eurogamer             | 9/10                        |
| GamePro               | [ 43 ]                      |
| GameRevolution        | A-                          |
| GameSpot              | 9,3/10                      |
| GameSpy               | [ 44 ]                      |
| GamesRadar+           | 10/10                       |
| IGN                   | 9,3/10                      |
| Русскоязычные издания |                             |
| Издание               | Оценка                      |
| Absolute Games        | 80 %                        |
| «Домашний ПК»         | [ 48 ]                      |
| «Страна игр»          | 9,5/10                      |

Большинство критиков похвалило графику игры, включая дизайн юнитов и сам мир, заключив, что Blizzard успешно вошла в трёхмерный мир. Немецкий журнал PC Games сравнил внешность юнитов в с участниками конкурсов красоты и отметил многие детали: такие как развевающиеся накидки, рыцари которые переминаются с ноги на ногу и воду, окрашивающуюся красным цветом, когда юниты умирают в ней. Особо были отмечёны видеоролики кампании, и многие критики назвали их впечатляющими. Однако, GameSpot отметил что модели персонажей посредственного качества, в особенности когда они видны вплотную при просмотре внутриигровых заставок. Критики также высоко оценили простой интерфейс и что игрокам очень легко контролировать свои подразделения.
Журнал «Игромания» поставил игре 9 баллов из 10 возможных и присвоил награду «Лучшая стратегия» 2002 года. Также она была номинирована на награду «Лучший сюжет».

## Комментарии
1. ↑  Дворфы названы «гномами» в переводе Soft Club.
2. ↑  Гром Задира в переводе Soft Club.
3. ↑  Артес Менетил в переводе Soft Club.
4. ↑  Кел-Тузед в переводе Soft Club.
5. ↑  Малганус в переводе Soft Club.
6. ↑  Нортренд в переводе Soft Club.
7. ↑  Фростморн в переводе Soft Club.
8. ↑  Нер-зул в переводе Soft Club.
9. ↑  Тикондрус в переводе Soft Club.
10. ↑  Кель-Талас в переводе Soft Club.
11. ↑  Сильвергард в переводе Soft Club.
12. ↑  Таурены названы «минотаврами» в переводе Soft Club.
13. ↑  Кэрн Кровавый рог в переводе Soft Club.
14. ↑  Кенариус в переводе Soft Club.
15. ↑  Маннорох в переводе Soft Club.
16. ↑  Тиренд в переводе Soft Club.
17. ↑  Фарион Свирепый в переводе Soft Club.
18. ↑  Иллидан Свирепый в переводе Soft Club.